# Спинкс, Майкл
Майкл Спинкс (англ. Michael Spinks, 13 июля 1956, Сент-Луис, Миссури, США) — американский боксёр-профессионал, выступавший в полутяжёлой и тяжёлой весовой категории. Олимпийский чемпион 1976 года. Абсолютный чемпион мира в полутяжёлом весе (1984—1985) по версиям WBC (1983—1985), WBA (1981—1985), IBF (1984—1985) и чемпион мира в тяжёлом весе по версии IBF, The Ring (1985—1987). Линейный чемпион в полутяжёлом весе (1982—1985). «Боксёр года» по версии BWAA (1976) и по версии журнала Нокаут (1985). Включён в Международный зал боксёрской славы (1994) и Всемирный зал боксерской славы. Первый боксёр, выигравший титул чемпиона в полутяжёлом и супертяжёлом весе. Брат Леона Спинкса и дядя Кори Спинкса.
Лучшая позиция в рейтинге Pound for Pound — 3 (1985)

## Биография
Майкл Спинкс родился 13 июля 1956 года в Сент-Луисе (штат Миссури) в семье из 7 детей. Детство и юность Майкл провел в печально известном социальном жилищном комплексе под названием Пруитт-Айгоу, который в 1960-е годы был заселен представителями маргинального слоя общества и в котором царила высокая криминогенная ситуация. Спинкс рос в социально-неблагополучной обстановке с присущей ей негативными социальными явлениями и в подростковые годы, имея астеническое телосложение, также как и его брат Леон, часто подвергался нападкам других жителей комплекса. С целью научиться самообороне Майкл вслед за старшим братом, также впоследствии великолепным боксером, увлекся боксом.
Посещал школу Vashon High School.

## Любительская карьера
На любительском ринге Майкл Спинкс провёл 100 поединков и имел весьма солидный послужной список из 93 побед. Однако самым значимым достижением в любителях стало завоевание золотой медали на Олимпиаде 1976 года в Монреале, где в полуфинале победил Алека Нэстака, а в финале победил советского спортсмена, чемпиона мира среди любителей Руфата Рискиева (тогда пятеро боксеров олимпийской сборной США стали золотыми медалистами).

## Профессиональная карьера
Дебютировал 17 апреля 1977 года в бою против Энди Бенсона, которого Спинкс нокаутировал в первом же раунде.

### Взлёт к славе
В 1978 году, Спинкс выиграл две схватки, в том числе восемь раунде решением судей над бывшим претендентом мира в среднем весе том Бетею, в андеркарте же, где его брат Леон свергнут Али как чемпиона мира в тяжелом весе в Лас-Вегасе.
1979 увидел Спинкс получить меньше чем за три минуты бокса действий внутри кольцо, с его только бой заканчивается в первом раунде нокаутом Марка Ханса, но в 1980 году, Спинкс занял своё восхождение к вершине на другой уровень, когда он избил будущего по версии IBF в супер-среднем весе Мюррей Сазерленд, Дэвид Конте, и бахрома конкурсантов Рамон Ronquillo и яки Альваро Лопес (который поборолся за титул чемпиона мира четыре раза). Его пять побед в том году, пришли три нокаутом, Сазерленд и Джонни Wilburn будучи единственными, кто продержался весь бой.

### Отборочный бой с Джонсоном
В 1981 году у Спинкса был уже высокий рейтинг соперника, и после избиения бывшего и будущего мира в полутяжелом весе Марвина Джонсона нокаутом в четырёх раундах по версии WBA, сделал Спинкса номером один среди претендентов.

### Чемпионский бой с Мохаммеди
18 июля 1981 года Спинкс встретился с чемпионом по версии WBA Эдди Мустафой Моххамедом. Спинкс победил единогласным решением судей.
Защитив чемпионский пояс в 1981 и 1982 годах Майкл заставил о себе говорить специалистов и любителей бокса. Его портреты украшали такие издания, как журналы «Нокаут» и «Ринг», и болельщики стали требовать проведения объединительного боя с чемпионом по версии WBC Дуайтом Мохаммедом Кави.

### Объединительный бой с Кави
Майкл Спинкс окунулся в подготовку к этому важному для его карьеры поединку, но в январе 1983 года в его жизни произошла страшная трагедия. В автомобильной катастрофе погибла его жена, оставив Майкла одного с трёхлетней дочерью. Но болельщиков больше интересовал поединок двух чемпионов. Этот бой был заранее назван боем столетия, его должен был освещать известнейший спортивный телеканал HBO. Бой состоялся 18 марта, через 2 месяца после трагедии. Спинкс вспоминал, что перед боем в раздевалке его маленькая дочь спросила, приедет ли на поединок мама. Майкл еле сдержал слезы, а вскоре поднялся на ринг, чтобы выявить чемпиона сразу по двум версиям. В 8-м раунде Кави послал Спинкса в нокдаун, но тот сумел подняться и довести поединок до победы.
Несколько раз успешно защитив пояса чемпиона, Майкл согласился на бой-реванш против Кави, который должен был состояться в сентябре 1984 года, но за пару недель до поединка Кави получил на тренировке травму и отказался от боя.

### Завоевание титула абсолютного чемпиона мира
25 февраля 1984 года состоялся бой за титул абсолютного чемпиона мира между чемпионом по версии WBC WBA Майклом Спинксом и чемпионом по версии IBF Эдди Дэвисом. Спинкс победил единогласным решением судей.

### Переход в тяжелый вес
В 1985 году Спинкс дважды подтверждал своё право обладать поясами чемпиона, а затем бросил вызов чемпиону мира в тяжелом весе по версии IBF Ларри Холмсу. Он серьёзнейшим образом готовился к матчу с Холмсом, в частности, перешёл на особую диету. При росте 189 см он из-за своей худобы так и не стал полноценным тяжеловесом. Но перед встречей с Холмсом, наполнив свой рацион свининой и макаронами, он добрал необходимый свой вес и на ринге в отеле «Ривьера» (Лас-Вегас), мало уступая чемпиону мира в габаритах, имел явное преимущество в темпе.

### Чемпионский бой с Холмсом
В сентябре 1985 года Спинкс встретился с непобежденным чемпионом в тяжелом весе Ларри Холмсом. Фаворитом в этом бою был Холмс (ставки на него принимались из расчета 6 к 1). Холмсу не хватало одной победы, чтобы повторить рекорд Рокки Марчиано. Это был тяжёлый и кровавый бой, но в конце концов 35-летнему Холмсу стало не хватать дыхания, и два-три последних раунда заставили жюри проголосовать за Спинкса.
После боя Ларри Холмс сказал: «Первый бой со Спинксом был очень близким. Спинкс оказался очень неудобным соперником, и я не смог приспособиться к его стилю».
Холмс получил за этот бой 3,5 миллиона долларов, а Спинкс — 1,1 миллиона долларов.
Победа Майкла Спинкса, ставшая в некотором смысле возмездием за поражение Леона Спинкса, была названа журналом The Ring «Огорчением года» (англ. Upset of the Year, а также сделала Майкла и Леона Спинксов первой парой братьев, обладавших титулом чемпиона мира в тяжёлом весе.

### Реванш с Холмсом
В апреле 1986 года состоялся матч-реванш между Спинксом и Ларри Холмсом. Первые 4 раунда остались за Холмсом, но начиная с пятого раунда инициативу в свои руки взял Спинкс. Последние раунды шли с переменным успехом. В 14-м раунде Холмс пробил встречный правый прямой, Спинкс коснулся коленом пола, но сразу же встал. Рефери не отсчитал нокдаун. В последним раунде боксёры выложились полностью, но раунд остался за Спинксом. На этот раз Холмс получил 1,125 миллиона долларов, а Спинкс — 2 миллиона долларов.
После боя Ларри Холмс сказал: «Я считаю, что выиграл второй бой со Спинксом. Моей главной ошибкой было то, что я пожалел его и не добил, когда он оказался в нокдауне. Мне не хотелось причинять ему боль. Судьи просто обокрали меня».

### Бой с Тангстадом
6 сентября 1986 года Спинкс встретился с бывшим двукратным чемпионом Европы в тяжелом весе Штефеном Тангстадом. Спинкс победил техническим нокаутом в 4 раунде. После этого боя Тангстад ушёл из бокса.

### Бой с Куни
28 февраля 1987 года Спинкс был лишен титула IBF в супертяжелом весе за отказ от боя обязательным претендентом Тони Такером. Дон Кинг выиграл право на проведение боя Спинкс—Такер с общей ставкой 711 000 долларов. В случае проведения промоутерских торгов, гонорар был бы разделен 75 % на 25 % в пользу чемпиона. Это означало бы, что Спинкс получит 533 250 долларов. Вместо этого Спинкс предпочел провести более коммерчески выгодный бой с Джерри Куни с общей ставкой в 4 000 000 долларов. Бой состоялся 15 июня 1987 года. Фаворитом в этом бою был Спинкс (ставки на него принимались из расчёта 8 к 5). На кону стоял титул журнала The Ring и титул Линейного чемпиона. Спинкс дважды отправлял Куни в нокдаун и победил техническим нокаутом в 5 раунде.

### Супербой с Тайсоном
В июне 1988 года состоялся бой двух непобеждённых боксеров — абсолютного чемпиона мира в тяжёлом весе и лучшего боксёра вне зависимости от весовой категории Майка Тайсона и линейного чемпиона Майкла Спинкса. Впервые после первого поединка между Мохаммедом Али и Джо Фрейзером на ринге сошлись два непобедимых чемпиона мира — бывший и нынешний. Этот бой получил название Раз и навсегда. Это было самым важным событием в боксе на тот момент, на кону стоял титул абсолютного чемпиона мира в тяжёлом весе, вакантный титул The Ring, титул Линейного чемпиона, именной пояс WBC и звание сильнейшего боксера в тяжёлом весе. Один из комментаторов сравнил по значимости этот бой с Грохотом в Джунглях. Фаворитом в этом бою был Тайсон (ставки на него принимали из расчета 3,5 к 1). В середине 1-го раунда Тайсон провёл левый апперкот в подбородок, а затем добавил правый крюк в корпус. Спинкс опустился на колено. Он встал на счёт «3». Сразу же после возобновления боя Тайсон правым апперкотом в голову вновь отправил противника на канвас. Спинкс на счёт «10» всё ещё находился на полу, и рефери остановил бой. Единственный раунд этого боя получил статус раунд года по версии журнала The Ring. В этом бою Тайсон установил своеобразный рекорд: Он заработал на тот момент самый большой гонорар в истории бокса (22 миллиона долларов) за самое короткое время (91 секунда), а Спинкс получил 13,5 миллионов долларов.

## Личная жизнь
Майкл Спинкс — вдовец и отец-одиночка. В январе 1983 года его жена погибла в автокатастрофе, когда Майкл вел подготовку к титульному бою против Дуйта Кави, на тот момент у Майкла осталась 3-летняя дочь.
По его собственному признанию, перед боем с Кави, его больше всего мотивировала его дочь, которая прямо перед выходом на ринг спросила его, придет ли мама на поединок, после этих слов Майкл Спинкс уже не имел права на поражение.

## Фильмография
- Зона скорости
- Джефферсоны (сериал, 1975—1985)
- Лицом к лицу с Али (2009)
- ESPN Спортивный век (сериал, 1999—2006)
- Бои в пятницу вечером (сериал, 1998 — …)
- The White Girl (1990)
- Биография (сериал, 1987 — …)
- Вечер с Дэвидом Леттерманом (сериал, 1982—1993)

## Результаты боёв
| 31 победа (21 нокаутом), 1 поражений, 0 ничьих |      |                       |            |              |            | |
| \| Результат \| Счёт \| Противник \| Тип победы \| Раунд, время \| Дата \| Примечания \| \| --------- \| ---- \| --------------------- \| ---------- \| ------------ \| ---------- \| ------------------------------------------------------------------------------------------------------------------------------------------------------------------------------------------------------------------------------------------------------- \| \| Поражение \| 31-1 \| Майк Тайсон \| KO \| 1 (12), \| 1988-27-06 \| Бой за титул WBC, WBA, IBF, The Ring \| \| Победа \| 31-0 \| Джерри Куни \| TKO \| 5 (12), \| 1987-06-15 \| Бой за титул The Ring( 2-защита Спинкса) \| \| Победа \| 30-0 \| Стэфен Тангстед \| TKO \| 4 (12), \| 1986-06-09 \| Бой за титул чемпиона мира по версии IBF в тяжёлом весе ( 2-защита Спинкса), бой за титул The Ring( 1-защита Спинкса) \| \| Победа \| 29-0 \| Ларри Холмс \| SD \| 15 (15) \| 1986-19-04 \| Бой за титул чемпиона мира по версии IBF в тяжёлом весе ( 1-защита Спинкса), бой за вакантный титул The Ring \| \| Победа \| 28-0 \| Ларри Холмс \| UD \| 15 (15) \| 1985-21-09 \| Бой за титул чемпиона мира по версии IBF в тяжёлом весе \| \| Победа \| 27-0 \| Джим МакДональд \| TKO \| 8 (15) \| 1985-06-06 \| Бой за титул чемпиона мира по версии WBA в тяжёлом весе (11 защита Спинкса)Бой за титул Линейного чемпиона мира, Бой за титул чемпиона мира по версии WBC в тяжёлом весе (5-защита Спинска), Бой за титул чемпиона мира по версии IBF (3 защита Спинса) \| \| Победа \| 26-0 \| Давид Сеарс \| TKO \| 3 (12) \| 1985-23-02 \| Бой за титул чемпиона мира по версии WBA в тяжёлом весе (10 защита Спинкса)Бой за титул Линейного чемпиона мира, Бой за титул чемпиона мира по версии WBC в тяжёлом весе (4-защита Спинска), Бой за титул чемпиона мира по версии IBF (2 защита Спинса) \| \| Победа \| 25-0 \| Эдди Дэвис \| UD \| 12 (12) \| 1984-25-02 \| Бой за титул чемпиона мира по версии WBA в тяжёлом весе (9 защита Спинкса)Бой за титул Линейного чемпиона мира, Бой за титул чемпиона мира по версии WBC в тяжёлом весе (3-защита Спинска), Бой за титул чемпиона мира по версии IBF (1 защита Спинса) \| \| Победа \| 24-0 \| Оскар Ривадера \| UD \| 10 \| 1983-11-30 \| Бой за титул чемпиона мира по версии WBA в тяжёлом весе (7 защита Спинкса)Бой за титул Линейного чемпиона мира, Бой за титул чемпиона мира по версии WBC в тяжёлом весе (1-защита Спинска) \| \| Победа \| 23-0 \| Дуайт Мухаммад Кави \| KO \| 6 (10), 1:57 \| 1983-08-14 \| Бой за титул чемпиона мира по версии WBA в тяжёлом весе (6 защита Спинкса)Бой за титул Линейного чемпиона мира, Бой за титул чемпиона мира по версии WBC в тяжёлом весе \| \| Победа \| 22-0 \| Джонни Дэвис \| UD \| 12 \| 1983-05-22 \| Бой за титул чемпиона мира по версии WBA в тяжёлом весе (5 защита Спинкса)Бой за титул Линейного чемпиона мира \| \| Победа \| 21-0 \| Джери Силестен \| TKO \| 1 (10), 2:23 \| 1983-02-13 \| Бой за титул чемпиона мира по версии WBA в тяжёлом весе (4 защита Спинкса)Бой за титул Линейного чемпиона мира \| \| Победа \| 20-0 \| Мюррей Сазерленд \| TKO \| 4 (12), 3:00 \| 1982-12-05 \| Бой за титул чемпиона мира по версии WBA в тяжёлом весе (3 защита Спинкса)Бой за титул Линейного чемпиона мира \| \| Победа \| 19-0 \| Мустафа Вассая \| TKO \| 8 (10), 3:00 \| 1982-08-18 \| Бой за титул чемпиона мира по версии WBA в тяжёлом весе (2 защита Спинкса)Бой за титул Линейного чемпиона мира \| \| Победа \| 18-0 \| Вонзел Ёохансен \| UD \| 10 \| 1982-06-30 \| Бой за титул чемпиона мира по версии WBA в тяжёлом весе (1 защита Спинкса) \| \| Победа \| 17-0 \| Эдди Мустафа Мухаммад \| KO \| 1 (10), 1:40 \| 1982-04-03 \| Бой за титул чемпиона мира по версии WBA в тяжёлом весе. \| \| Победа \| 16-0 \| Марвин Джонсон \| KO \| 1 (10), 1:45 \| 1982-01-10 \| \| \| Победа \| 15-0 \| Вилли Тейлор \| KO \| 8 (10), ? \| 1981-08-31 \| \| \| Победа \| 14-0 \| Яки Лопес \| TKO \| 2 (10), ? \| 1981-08-03 \| \| \| Победа \| 13-0 \| Дэвид Конте \| TKO \| 3 (10), ? \| 1981-04-13 \| \| \| Победа \| 12-0 \| Мюррей Сазерленд \| KO \| 1 (10), 0:46 \| 1981-01-31 \| \| \| Победа \| 11-0 \| Рамон Ракуило \| TKO \| 5 (10), ? \| 1980-11-08 \| \| \| Победа \| 10-0 \| Джони Вилбурн \| KO \| 4 (10), 2:56 \| 1980-09-25 \| \| \| Победа \| 9-0 \| Марк Ханс \| KO \| 1 (10), 2:02 \| 1980-07-14 \| \| \| Победа \| 8-0 \| Эдди Филлипс \| KO \| 2 (10), 2:28 \| 1980-05-11 \| \| \| Победа \| 7-0 \| Том Бетея \| TKO \| 3 (10), 2:20 \| 1980-03-28 \| \| \| Победа \| 6-0 \| Гэри Сумерхэйс \| TKO \| 2 (8), 2:57 \| 1980-02-28 \| \| \| Победа \| 5-0 \| Рэй Илсон \| KO \| 2 (8), ? \| 1980-01-08 \| \| \| Победа \| 4-0 \| Джаспер Брисбен \| TKO \| 3 (8), 2:00 \| 1979-11-30 \| \| \| Победа \| 3-0 \| Джо Борден \| KO \| 2 (6) \| 1977-06-01 \| \| \| Победа \| 2-0 \| Луис Родригес \| UD \| 6 (6), 2:04 \| 1977-05-07 \| \| \| Победа \| 1-0 \| Эдди Бенсон \| TKO \| 1 (6) \| 1977-04-16 \| \| |      |                       |            |              |            | |
| Сокращения: - KO (knockout) — нокаут - TKO (technical knockout) — технический нокаут - RTD (retired) — отказ от продолжения боя - UD (unanimous decision)) — единодушное решение судей - PTS (points) — победа по очкам - NWS (newspaper decision) — газетное решение - MD (majority decision) — раздельное решение: 2 судей победа, 1 ничья - SD (split decision) — раздельное решение: 2 судей победа, 1 поражение - DQ (disqualified) — дисквалификация - TD (technical decision) — техническое решение судей |      |                       |            |              |            | |
| Результат | Счёт | Противник             | Тип победы | Раунд, время | Дата       | Примечания |
| Поражение | 31-1 | Майк Тайсон           | KO         | 1 (12),      | 1988-27-06 | Бой за титул WBC, WBA, IBF, The Ring |
| Победа | 31-0 | Джерри Куни           | TKO        | 5 (12),      | 1987-06-15 | Бой за титул The Ring( 2-защита Спинкса) |
| Победа | 30-0 | Стэфен Тангстед       | TKO        | 4 (12),      | 1986-06-09 | Бой за титул чемпиона мира по версии IBF в тяжёлом весе ( 2-защита Спинкса), бой за титул The Ring( 1-защита Спинкса) |
| Победа | 29-0 | Ларри Холмс           | SD         | 15 (15)      | 1986-19-04 | Бой за титул чемпиона мира по версии IBF в тяжёлом весе ( 1-защита Спинкса), бой за вакантный титул The Ring |
| Победа | 28-0 | Ларри Холмс           | UD         | 15 (15)      | 1985-21-09 | Бой за титул чемпиона мира по версии IBF в тяжёлом весе |
| Победа | 27-0 | Джим МакДональд       | TKO        | 8 (15)       | 1985-06-06 | Бой за титул чемпиона мира по версии WBA в тяжёлом весе (11 защита Спинкса)Бой за титул Линейного чемпиона мира, Бой за титул чемпиона мира по версии WBC в тяжёлом весе (5-защита Спинска), Бой за титул чемпиона мира по версии IBF (3 защита Спинса) |
| Победа | 26-0 | Давид Сеарс           | TKO        | 3 (12)       | 1985-23-02 | Бой за титул чемпиона мира по версии WBA в тяжёлом весе (10 защита Спинкса)Бой за титул Линейного чемпиона мира, Бой за титул чемпиона мира по версии WBC в тяжёлом весе (4-защита Спинска), Бой за титул чемпиона мира по версии IBF (2 защита Спинса) |
| Победа | 25-0 | Эдди Дэвис            | UD         | 12 (12)      | 1984-25-02 | Бой за титул чемпиона мира по версии WBA в тяжёлом весе (9 защита Спинкса)Бой за титул Линейного чемпиона мира, Бой за титул чемпиона мира по версии WBC в тяжёлом весе (3-защита Спинска), Бой за титул чемпиона мира по версии IBF (1 защита Спинса)  |
| Победа | 24-0 | Оскар Ривадера        | UD         | 10           | 1983-11-30 | Бой за титул чемпиона мира по версии WBA в тяжёлом весе (7 защита Спинкса)Бой за титул Линейного чемпиона мира, Бой за титул чемпиона мира по версии WBC в тяжёлом весе (1-защита Спинска)                                                              |
| Победа | 23-0 | Дуайт Мухаммад Кави   | KO         | 6 (10), 1:57 | 1983-08-14 | Бой за титул чемпиона мира по версии WBA в тяжёлом весе (6 защита Спинкса)Бой за титул Линейного чемпиона мира, Бой за титул чемпиона мира по версии WBC в тяжёлом весе                                                                                 |
| Победа | 22-0 | Джонни Дэвис          | UD         | 12           | 1983-05-22 | Бой за титул чемпиона мира по версии WBA в тяжёлом весе (5 защита Спинкса)Бой за титул Линейного чемпиона мира |
| Победа | 21-0 | Джери Силестен        | TKO        | 1 (10), 2:23 | 1983-02-13 | Бой за титул чемпиона мира по версии WBA в тяжёлом весе (4 защита Спинкса)Бой за титул Линейного чемпиона мира |
| Победа | 20-0 | Мюррей Сазерленд      | TKO        | 4 (12), 3:00 | 1982-12-05 | Бой за титул чемпиона мира по версии WBA в тяжёлом весе (3 защита Спинкса)Бой за титул Линейного чемпиона мира |
| Победа | 19-0 | Мустафа Вассая        | TKO        | 8 (10), 3:00 | 1982-08-18 | Бой за титул чемпиона мира по версии WBA в тяжёлом весе (2 защита Спинкса)Бой за титул Линейного чемпиона мира |
| Победа | 18-0 | Вонзел Ёохансен       | UD         | 10           | 1982-06-30 | Бой за титул чемпиона мира по версии WBA в тяжёлом весе (1 защита Спинкса) |
| Победа | 17-0 | Эдди Мустафа Мухаммад | KO         | 1 (10), 1:40 | 1982-04-03 | Бой за титул чемпиона мира по версии WBA в тяжёлом весе. |
| Победа | 16-0 | Марвин Джонсон        | KO         | 1 (10), 1:45 | 1982-01-10 | |
| Победа | 15-0 | Вилли Тейлор          | KO         | 8 (10), ?    | 1981-08-31 | |
| Победа | 14-0 | Яки Лопес             | TKO        | 2 (10), ?    | 1981-08-03 | |
| Победа | 13-0 | Дэвид Конте           | TKO        | 3 (10), ?    | 1981-04-13 | |
| Победа | 12-0 | Мюррей Сазерленд      | KO         | 1 (10), 0:46 | 1981-01-31 | |
| Победа | 11-0 | Рамон Ракуило         | TKO        | 5 (10), ?    | 1980-11-08 | |
| Победа | 10-0 | Джони Вилбурн         | KO         | 4 (10), 2:56 | 1980-09-25 | |
| Победа | 9-0  | Марк Ханс             | KO         | 1 (10), 2:02 | 1980-07-14 | |
| Победа | 8-0  | Эдди Филлипс          | KO         | 2 (10), 2:28 | 1980-05-11 | |
| Победа | 7-0  | Том Бетея             | TKO        | 3 (10), 2:20 | 1980-03-28 | |
| Победа | 6-0  | Гэри Сумерхэйс        | TKO        | 2 (8), 2:57  | 1980-02-28 | |
| Победа | 5-0  | Рэй Илсон             | KO         | 2 (8), ?     | 1980-01-08 | |
| Победа | 4-0  | Джаспер Брисбен       | TKO        | 3 (8), 2:00  | 1979-11-30 | |
| Победа | 3-0  | Джо Борден            | KO         | 2 (6)        | 1977-06-01 | |
| Победа | 2-0  | Луис Родригес         | UD         | 6 (6), 2:04  | 1977-05-07 | |
| Победа | 1-0  | Эдди Бенсон           | TKO        | 1 (6)        | 1977-04-16 | |